# 铁云母
鐵雲母（英語：Annite）又稱羥鐵雲母為頁矽酸鹽礦物雲母族中的一種礦物，化學式為KFe2+
3(AlSi
3O
10)(OH)
2。作為黑雲母固溶體系列鐵的端元礦物，相對於富含鎂的金雲母的富鐵類比物。鐵雲母為單斜晶系，具有板狀晶體和假六邊形輪廓的解理裂片 。而在{001}及雙晶軸{310}的接合面上常出現接觸雙晶。
鐵雲母於1868年首次被描述，並在美國麻薩諸塞州艾塞克斯郡羅克波特的安角被發現，同時該礦物的英文名稱也來自當地的地名 。在美國科羅拉多州埃爾帕索縣的派克峰也可以找到鐵雲母。鐵雲母常出現在缺鎂的火成岩和變質岩中，而在標準地點（安角地區）則常和螢石及鋯石共生。

## 應用
鐵雲母是雲母族的一員，與白雲母和黑雲母等其他雲母族礦物具有非常相似的性質。更重要的是，鐵雲母含有大量的鉀，地質學家可以透過岩石中的鐵雲母來進行鉀-氬定年法，用來測量1000年以上物件的絕對年齡。這類型的年代測定還保留了當地磁場方向和強度的記錄，使野外地質學家能夠更好地了解周圍環境。